# Clan Kōno
Il clan Kōno (河野氏?, Kōno-shi) fu clan del Giappone medievale. 
I Kōno della provincia di Iyo dichiararono di discendere da Iyo-shinnō, uno dei figli dell'Imperatore Kammu (781-806). Potente clan nella provincia di Iyo per secoli, sostennero Minamoto Yoritomo nella guerra Genpei (1180-85) e svolsero un ruolo notevole nelle invasioni mongole del XIII° secolo. Durante il periodo Nanboku-chō inizialmente sostennero gli Ashikaga per poi allearsi alla Corte del Sud. 
Il loro controllo sulla provincia di Iyo fu costantemente indebolito durante l'inizio del periodo Sengoku e alla fine il loro dominio cadde in mano ai Chōsokabe della provincia di Tosa. Nel 1600 i lealisti di Kōno cercarono di riprendersi la provincia con il sostegno dei Mōri ma la ribellione si concluse con una sconfitta per mano del clan Katō.

## Membri importanti del clan
- Kōno Michinobu (河野 通信?; 1156 - 1223) si schierò con Minamoto Yoritomo quando quest'ultimo insorse contro i Taira (1180). All'inizio vittorioso, fu in seguito costretto a fuggire ad Aki. Lì la famiglia Numata gli fornì truppe con le quali rientrò a Iyo ma fu sconfitto da Taira no Michimori e fuggì nuovamente (1184). Ebbe appena riconquistato la sua provincia quando Taira no Munemori, portando con sé il giovane Imperatore Antoku, arrivò a Yashima (Sanuki) e lo convocò per unirsi a loro e combattere contro i Minamoto: rifiutò, fu sconfitto e nuovamente costretto a fuggire. Incontrò, lungo la strada, Noriyori e Yoshitsune, che stavano andando a combattere i Taira; si unì a loro e contribuì alla vittoria venendo reintegrato nella provincia di Iyo. Accompagnò Yoritomo nella sua campagna a Mutsu contro Fujiwara no Yasuhira (1189). Dopo essersi schierato contro gli Hōjō nella guerra Jōkyū (1221), fu esiliato a Hiraizumi (Mutsu), dove morì[2].

- Kōno Michiari (河野 通有?; 1250?- 1311) pronipote di Michinobu, fu nominato Tsushima no kami e guadagnò molta fama combattendo contro la flotta mongola che attaccò il castello di Chizuken (1281).

- Kōno Michimori (河野 通盛?; morto 1362) figlio di Michiari, sostenne Hōjō Takatoki e Ashikaga Takauji i quali lo confermarono nel possesso di Iyo.

- Kōno Michitaka (河野 通堯?; morto 1379) nipote di Michimori, abbandonò la causa degli Ashikaga e offrì i suoi servizi al principe Yasunaga-shinnō. Unendo le forze con Kikuchi Takemitsu combatté contro Hosokawa Yoriyuki, ma dopo qualche successo iniziale fu sconfitto e commise seppuku.

- Kōno Michinao (河野 通直?; morto 1587) nominato danjō-shōsuke, fu attaccato nel 1568 da Utsunomiya Toyotsuna e implorò l'aiuto di Mōri Motonari. Kobayakawa Takakage e Kikkawa Motoharu vennero in suo soccorso e lo reintegrarono nei suoi domini dopo la battaglia di Torisaka; fu nuovamente sconfitto nel 1580 da Chōsokabe Motochika che conquistò Iyo. Michinao fuggì ad Aki dove morì.